# Konstal 102Na
Konstal 102Na je polská dvoučlánková tramvaj, která byla vyráběna na začátku 70. let 20. století podnikem Konstal a která byla odvozena od vozů Konstal 102N a Konstal 13N. Úzkorozchodná verze byla označena jako 803N. Celkem bylo vyrobeno 432 vozů této kloubové tramvaje, jež našla uplatnění u polských dopravních podniků.

## Konstrukce
Konstrukční řešení tramvaje 102Na vycházelo z jednosměrného dvoučlánkového vozu 102N; 102Na je jednosměrný šestinápravový motorový tramvajový vůz. Vozová skříň tramvaje se skládá ze dvou článků, každý z nich je usazen na vlastním krajním podvozku a společném podvozku středním, kde se nachází i kloubový mechanismus spojující obě části karoserie. Zatímco oba krajní podvozky je vybaveny dvěma trakčními motory, z nichž každý pohání jednu nápravu (celkem tedy čtyři hnací nápravy), střední podvozek je běžný (bezmotorový). V každém článku se v pravé bočnici nacházejí dvoje skládací dveře ovládané elektricky. Elektrický proud je z trolejového vedení odebírán pantografem umístěným na střeše předního článku. Sedačky pro cestující jsou po celém voze rozmístěny systémem 1+1. V přední části vozu se nachází oddělená kabina řidiče, který ovládá tramvaj jízdním a brzdovým pedálem. Do tohoto typu tramvaje je možno montovat podvozky jak pro normální rozchod kolejí 1435 mm, tak i pro rozchod 1000 mm.

## Typy
- Konstal 102Nd (výroba v roce 1973 pro Vratislav)
- Konstal 102NaW (rozchod 1000 mm)
- Konstal 803N (rozchod 1000 mm)

## Rekonstrukce a modernizace
| Typ                 | Modernizace                   | Modernizace v letech | Provozy   |
| ------------------- | ----------------------------- | -------------------- | --------- |
| Konstal 102NaD      | modernizace na vlečný vůz     | 1983–1985            | Krakov    |
| Konstal 102Na G-089 | zobousměrnění vozu            | 1996                 | Vratislav |
| Konstal 803N mod.   | úprava interiéru, nový design | 1997–2005            | Lodž      |

## Dodávky tramvají
V letech 1970–1973 bylo vyrobeno celkem 435 vozů 102Na, 20 vozů 102NaW, 23 vozů 102Nd a 171 vozů 803N. Byly určeny výhradně pro Polsko (Čenstochová, Krakov, Gdaňsk, Katovice a přilehlý region GOP, Poznaň, Vratislav, Bydhošť, Toruň, Štětín a Lodž).

## Provoz tramvají

### Štětín
Do Štětína bylo v roce 1971 dodáno 10 tramvají 102Na (evidenční čísla 601–610). Dalších vozů se Štětín dočkal v letech 1989 a 1972, kdy bylo dodáno zbylých 20 tramvají (do ev. č. 630). Během let 1989 a 1990 byla odepsána část vozů 102Na. V letech 1994–1995 byly štětínské dvoučlánkové vozy modernizovány v Krakově. Rekonstrukcí prošla vozová skříň: rekonstruován byl interiér, místo jednoho předního světlometu byly dosazeny dva. Další tramvaje byly vyřazeny v letech 2004–2005. Poslední vozy 102Na jezdily až do roku 2007. Dva jsou zachovány jako historické (ev. č. 604 a 606).

## Historické vozy

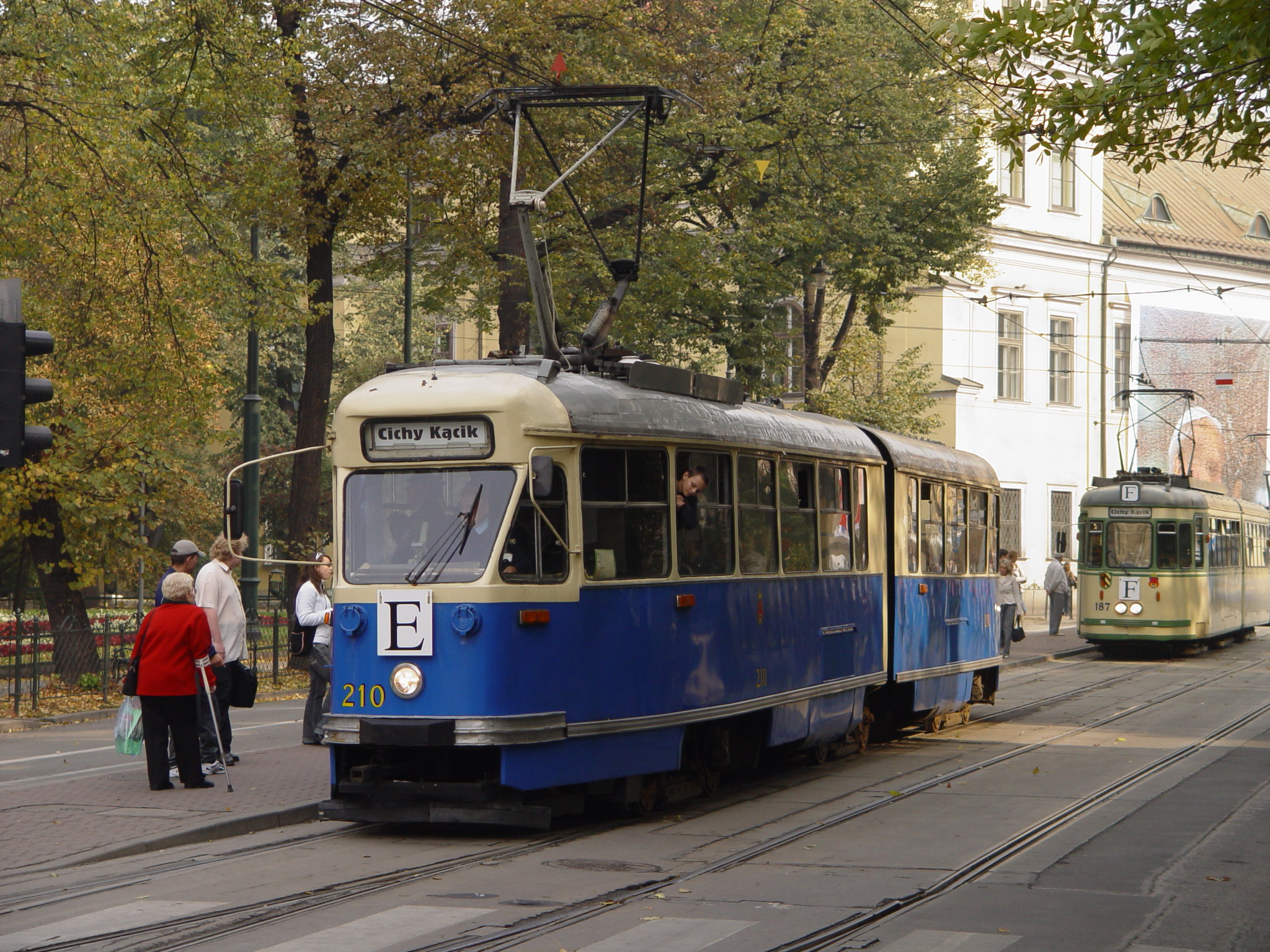
Historická tramvaj 102Na v Krakově

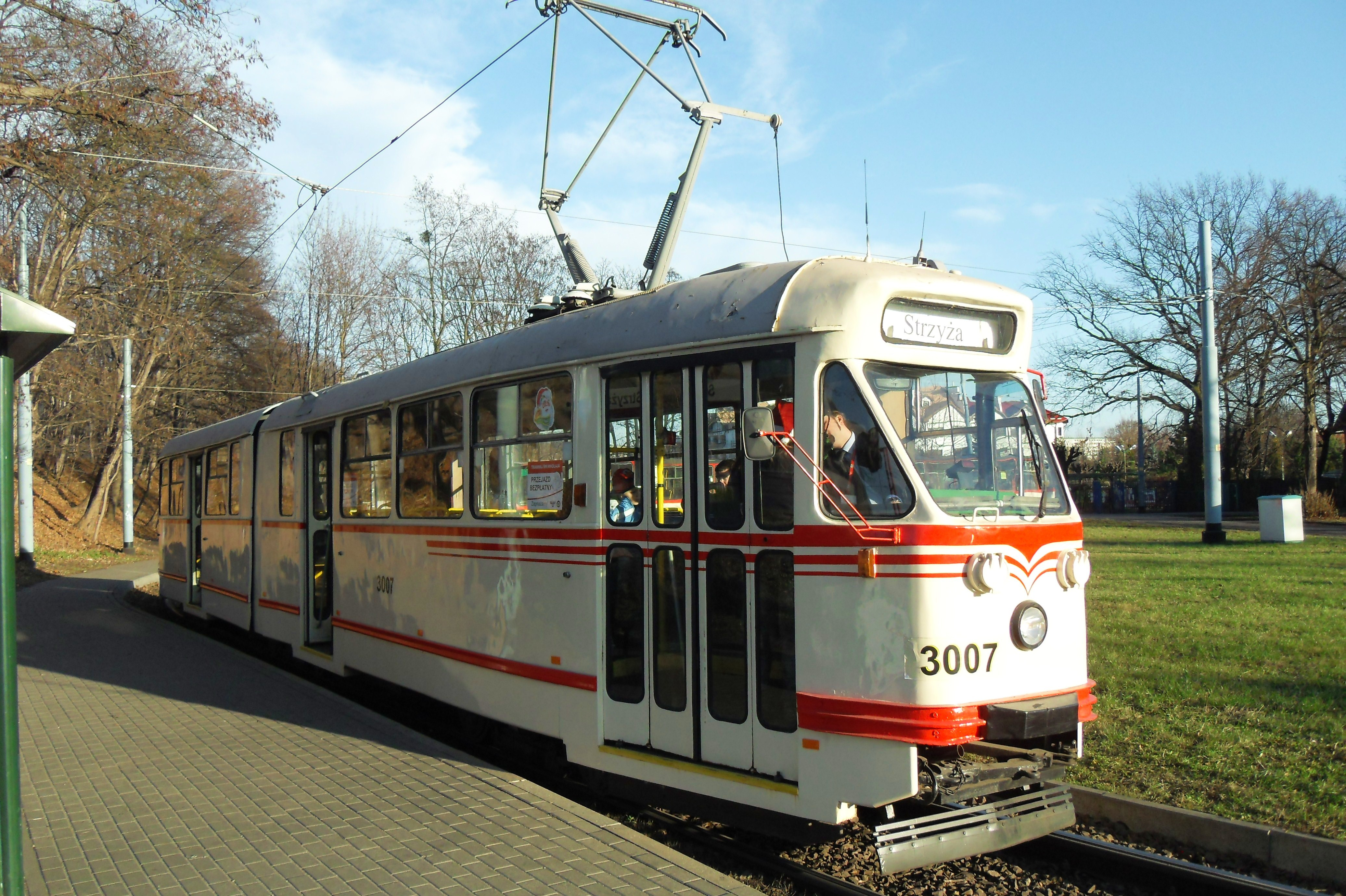
Muzejní tramvaj 102Na v Gdaňsku

| Původní provoz                 | Evidenční číslo | Současný majitel     | Typ       | Rok výroby | Historický od roku | Zdroj  |
| ------------------------------ | --------------- | -------------------- | --------- | ---------- | ------------------ | ------ |
| Čenstochová                    | 608             | MPK Częstochowa      | 102Na     | 1970       | 2013               | [ 4 ]  |
| Katovice a přilehlý region GOP | 169             | Tramwaje Śląskie     | 102Na     | 1970       | ?                  | [ 5 ]  |
| Krakov                         | 210             | MPK Kraków           | 102Na     | 1970       | ?                  | [ 6 ]  |
| Lodž                           | 2               | KMST                 | 803N      | 1973       | 2012               | [ 7 ]  |
| Lodž                           | 37              | KMST                 | 803N mod. | 1973       | 2012               | [ 8 ]  |
| Poznaň                         | 71              | MPK Poznań           | 102Na     | 1970       | 2013               | [ 9 ]  |
| Štětín                         | 604             | MTiK                 | 102Na     | 1970       | 2006               | [ 10 ] |
| Štětín                         | 606             | MTiK                 | 102Na     | 1971       | 2006               | [ 11 ] |
| Varšava                        | 42              | Tramwaje Warszawskie | 102Na     | 1971       | 1998               | [ 12 ] |
| Vratislav                      | 2069            | KMST                 | 102Na     | 1972       | 2010               | [ 13 ] |
| Vratislav                      | 3007            | GAiT                 | 102Na     | 1970       | 2009               | [ 14 ] |